# 이토 모모카
이토 모모카(일본어: 伊藤萌々香, いとうももか, 1997년 12월 15일 ~ )는 일본 여성 아이돌 그룹인 페어리즈의 전멤버로 전보컬이다. 사이타마현 출신이다. 2014년 7월 23일에
「Poker Face」로 솔로데뷔하였다.

## 경력
- 2014년 7월 23일 솔로데뷔 싱글 Poker Face 이 발매되었다

## 프로필
- 생년월일: 1997년 12월 15일
- 출신지: 사이타마현
- 가족관계: 아버지, 어머니